# إدي هينتون
إدي هينتون (بالإنجليزية: Eddie Hinton)‏ هو موسيقي وكاتب أغاني أمريكي، ولد في 15 يونيو 1944 في توسكالوسا في الولايات المتحدة، وتوفي في 28 يوليو 1995.

## وصلات خارجية
- إدي هينتون على موقع IMDb (الإنجليزية)
- إدي هينتون على موقع ميوزك برينز (الإنجليزية)
- إدي هينتون على موقع أول ميوزيك (الإنجليزية)
- إدي هينتون على موقع ديسكوغز (الإنجليزية)